# آب‌انبار تل گنبد سیراف
آب‌انبار تل گنبد سیراف مربوط به سده‌های اولیه دوران‌های تاریخی پس از اسلام است که در شهرستان کنگان، بخش مرکزی، شهر بندر طاهری واقع شده است. این اثر در تاریخ ۱۸ شهریور ۱۳۸۷ با شمارهٔ ثبت ۲۳۳۲۵ به‌عنوان یکی از آثار ملی ایران به ثبت رسیده است.